# Brockton (Montana)
Brockton è una città degli Stati Uniti d'America situata nel Montana, nella Contea di Roosevelt.